# Noragami
Noragami (ノラガミ, Noragami) és una sèrie de manga japonesa escrita i il·lustrada pel duo d'artistes de manga Adachitoka. Es va començar a publicar a la revista de manga shōnen de Kodansha Monthly Shōnen Magazine el desembre de 2010, i a febrer de 2023 s'ha recollit en 26 volums tankōbon.
Una adaptació a anime de 12 episodis produïda per Bones es va emetre de gener a març de 2014. Una segona temporada de 13 episodis, titulada Noragami Aragoto, es va emetre d'octubre a desembre de 2015.

## Argument
La Hiyori Iki era una estudiant normal de secundària fins que es va veure involucrada en un accident d'autobús mentre intentava protegir un desconegut. Aquest incident fa que l'ànima li surti sovint del cos, i a partir de llavors pren consciència de l'existència de dos mons paral·lels: el Near Shore, on resideixen humans i criatures habituals, i el Far Shore, on els fantasmes (bèsties demoníaques) i les ànimes humanes perduren. Mitjançant la seva ànima, coneix l'estrany déu sense nom i sense santuari, en Yato. En Yato està decidit a fer-se un nom acceptant qualsevol desig de 5 iens, incloent-hi el de la Hiyori, que vol fer tornar el seu cos a la normalitat. Juntament amb el shinki d'en Yato, en Yukine, una arma forjada a partir de l'esperit de l'ànima d'un humà difunt, el trio viu moltes aventures lidiant amb la seva amistat, identitat i passat.

## Personatges
Yato (夜ト)
Veu: Hiroshi Kamiya  (japonès)
És un déu menor del panteó japonès, tan menor que no té cap santuari en el seu honor. Els únics admiradors que té són els humans els desitjos dels quals ha acceptat concedir a canvi d'una moneda de 5 iens. En el passat, era un temut déu de la guerra del desastre, però va optar per girar l'esquena a aquella època de la seva vida. Així és com va canviar el seu nom de Yaboku (ヤボク) a Yato. Aleshores coneix la Hiyori Iki que el salva diverses vegades, i a partir d'aquell dia està lligat a ella per bé o per mal.
Hiyori Iki (壱岐 ひより)
Veu: Maaya Uchida  (japonès)
És una noia de secundària normal i corrent fins que el dia que la seva trobada amb Yato la transforma en una semiayakashi, és a dir, de vegades és capaç d'abandonar el seu cos. La seva forma astral està dotada d'una força sobrehumana, però també d'una "cua" que la connecta amb el món dels vius. Si se li tallés la cua, la Hiyori moriria i es convertirà en un ayakashi plena. Malauradament, ella no controla el seu poder i, de vegades, abandona el seu cos en moments inoportuns com quan és a escola. Ella va desitjar que en Yato la tornés a la seva forma humana normal, però sembla que no és capaç de concedir aquest desig.
Yukine (雪音)
Veu: Yūki Kaji  (japonès)
És el shinki d'en Yato, és a dir, el seu instrument diví. En la seva forma humana, és un nen de 14 anys amb un temperament espontani i emprenyador. Li molesta la seva mort i la solitud del seu estatus. Com a shinki, es diu Setsu (o Sekki quan és convocat per en Yato) i pren l'aparença d'una katana. És un shinki sagrat, un instrument beneït, un estatus concedit només als shinki disposats a sacrificar el seu nom per protegir el seu amo.

## Contingut de l'obra

### Manga
Escrit i il·lustrat pel duo d'artista manga Adachitoka, Noragami va començar a publicar-se a la revista de manga shōnen de Kodansha Monthly Shōnen Magazine el 6 de desembre de 2010. Kodansha ha recopilat els seus capítols en volums individuals de tankōbon, el primer volum del qual es va publicar el 15 de juliol de 2011. A febrer de 2023, se n'han publicat 26 volums.
El febrer de 2023, es va anunciar que el manga s'acabaria al 27è volum, que sortiria a la venda a finals del mateix any.
S'han publicat capítols addicionals del manga a la revista derivada Monthly Shōnen Magazine+ des del 20 d'octubre de 2011. Set d'aquests capítols es van recollir en un sol volum, titulat Noragami Shūishū (ノラガミ拾遺集), el 15 de novembre de 2013, mentre que altres capítols addicionals s'han inclòs com a contingut addicional a l'edició limitada del 20è volum, publicat el 15 de febrer de 2019.

### Anime
El juny de 2013 es va anunciar una adaptació a anime de Noragami. Va ser produït per BONES, dirigit per Kotaro Tamura i Toshihiro Kawamoto va dissenyar-ne els personatges. Abans de l'estrena televisiva, el primer episodi es va projectar a l'Anime Festival Asia de 2013 el 10 de novembre de 2013. La sèrie es va emetre als canals Tokyo MX, MBS, BS11 i TVA del 5 de gener al 23 de març de 2014 i va tenir 13 episodis. Amb l'edició limitada dels volums 10 i 11 del manga, publicats respectivament el 17 de febrer i 17 de juliol de 2014, s'hi van incloure dos DVD d'animació originals (OAD).
Una segona temporada, titulada Noragami Aragoto (ノラガミ ARAGOTO), es va emetre del 3 d'octubre al 26 de desembre de 2015. Amb l'edició limitada dels volums 15 i 16 del manga, publicats respectivament el 17 de novembre de 2015 i el 17 de març de 2016, s'hi van incloure dos OAD.

### CD Drama
L'edició limitada del novè volum del manga va incloure amb un CD Drama, publicat el 17 de desembre de 2013.

### Videojocs
Un joc per a telèfons mòbils, anomenat Noragami: Kami to Enishi (ノラガミ—神ト縁—), va ser desenvolupat per Sakura Soft i va sortir a la venda per a dispositius Android el 29 d'octubre de 2015; una versió d'iOS va sortir el 14 de novembre d'aquell mateix any.

## Recepció
Noragami va ser la 14a sèrie de manga més venuda al Japó durant la primera meitat del 2014, amb més d'1,8 milions de còpies venudes. L'agost de 2018, el manga tenia més de 6,3 milions de còpies en circulació. Ha estat el sisè manga més llegit als Estats Units d'Amèrica, segons The New York Times.
Va ser nominat a la 38a edició del Premi Kōdansha al millor manga en la categoria de manga shōnen el 2014.